# Каменецкий (посёлок)
Каменецкий — посёлок в Узловском районе Тульской области России.
В рамках административно-территориального устройства является центром Каменецкой сельской администрации Узловского района, в рамках организации местного самоуправления является центром Каменецкого сельского поселения.

## География
Расположен в 5 км к северо-востоку от железнодорожной станции Узловая I (города Узловая).

## История
Возник как посёлок при угольной шахте.
В 1951 году Каменецкий получил статус посёлка городского типа (рабочего посёлка).
В 2005 году преобразован в сельский населённый пункт как посёлок.

## Население
| 1959 | 1970  | 1979  | 1989  | 2002  | 2010  |
| ---- | ----- | ----- | ----- | ----- | ----- |
| 6950 | ↘4742 | ↘4062 | ↘3658 | ↘2869 | ↘2506 |